# Hockey Club La Villa Ouchy
L'Hockey Club La Villa Ouchy (abbreviato HC La Villa Ouchy) è stata una squadra di hockey su ghiaccio svizzera. Fu fondata nel 1905 con sede a Losanna, nel quartiere di Ouchy.

## Cronologia
- 1905-1908: ?
- 1908-1911: 1º livello
- 1911-1915: ?
- 1915-1916: 1º livello
- 1916-1919: ?
- 1919-1921: 1º livello

## Palmarès

### Competizioni nazionali
Campionato Internazionale: 1
1909-10
 Campionato Internazionale: 1 secondo posto
1908-09
 Campionato Internazionale: 1 terzo posto
1910-11